# East of the River Nile
East of the River Nile è un album dub/reggae di Augustus Pablo uscito nel 1977.
È un album interamente strumentale e presenta Augustus Pablo suonare la melodica e varie altre tastiere. È considerato il suo miglior album strumentale da Allmusic e tra i più importanti del genere dub.
L'album è stato ripubblicato dalla Shanachie Records nel 2002 con sei bonus tracks tra cui la versione originale della title track.

## Tracce
1. Chant to King Selassie I - 3:44
2. Natural Way - 3:35
3. Nature Dub - 3:48
4. Upfull Living - 4:46
5. Unfinished Melody - 2:35
6. Jah Light - 2:17
7. Memories of the Ghetto - 3:20
8. Africa (1983) - 3:00
9. East of the River Nile - 2:51
10. Sounds from Levi - 3:59
11. Chapter 2 - 4:17
12. Addis Ababa - 3:44

### Tracce extra presenti sull'edizione del 2002
1. East Africa - 2:48
2. East of the River Nile (versione originale) - 2:58
3. Memories of the Ghetto Dub  - 3:35
4. Jah Light Version - 2:32
5. Islington Rock - 3:35
6. Meditation Dub - 2:12

## Musicisti
- Tutte le canzoni sono mixate da King Tubby, eccetto "Upfull Living" mixata da Lee Perry
- Augustus Pablo: Organo, pianoforte, tastiere, clavinet, melodica
- Robbie Shakespeare: basso
- Aston "Family Man" Barrett: basso
- Clayton Downie: basso
- Earl "Bagga" Walker: basso
- Carlton Barrett: batteria
- Noel "Alphonso" Benbow: batteria
- Max Edwards: batteria
- Earl "Chinna" Smith: chitarra
- Everton DaSilva: percussioni
- Jah Malla Band: suonano in "Chant To King Selassie I" e "Natural Way"